# Atkinson & Philipson
Atkinson & Philipson war ein britisches Unternehmen der Fahrzeugindustrie.

## Unternehmensgeschichte
Das Unternehmen mit Sitz in Newcastle upon Tyne ging aus einem bereits 1774 von John Atkinson gegründeten Betrieb hervor. Es stellte Kutschen, Kraftfahrzeuge und Karosserien her. 
John Atkinson begann 1774 mit der Herstellung von Postkutschen. Die älteste bekannte Adresse ist Coach Manufactory, 93 Pilgrim Street, Newcastle upon Tyne. 1825 wurde ein Auftrag von George Stephenson für die Aufbauten von Eisenbahnwaggons ausgeführt. Das Unternehmen vermerkte später, solche Karosserien für vier verschiedene Eisenbahngesellschaften angefertigt zu haben. Die Anlagen belegten in den 1830er Jahren den größeren Teil eines Areals im Besitz von John Atkinson, das zwischen Pilgrim und Erick street lag und mehrere Gebäude umfasste.
1836 firmierte das Unternehmen auch als Northumberland Coach Manufactory. Am 31. Mai 1839 kam es zu einem verheerenden Brand im Werk, der die Anlagen komplett zerstörte. Opfer waren nicht zu beklagen, doch verloren fast 200 Angestellte ihren Arbeitsplatz. Bereits im März 1840 berichtete die lokale Presse, dass der Betrieb wieder aufgebaut worden sei. Die neuen Anlagen entstanden am alten Standort, belegten dort aber mehr Raum. Neu wurde eine Abteilung für Waggon-Aufbauten eingerichtet und die Produktion wurde durch Dampfmaschinen unterstützt. Das Newcastle Journal vermutete, dass dies nunmehr die größte Fabrik dieser Art im Königreich sei. Gleichzeitig wurde die Reorganisation als Atkinson and Philipson bekanntgegeben.
1851 waren 76 Personen beschäftigt. Für 1861 sind 97 Männer und 48 Jungs überliefert. Ab 1864 leiteten die Brüder John und Leonard Wilson Philipson das Unternehmen. 1876 wurde John alleiniger Inhaber, nachdem sein Bruder gestorben war. Etwa 1895 begann die Entwicklung eines Dampfwagens. Aus 1896 ist eine Anzeige überliefert. Im April 1897 gab es weitere Details. Demnach war T. Toward & Company am Bau beteiligt. 1912 wurden Karosserien für Automobile angeboten. 1916 wurde das Unternehmen aufgelöst.